# Воронка випуску
Воронка випуску (рос. воронка выпуска, англ. discharge cone, emptying funnel; нім. Auslaßtrichter m) – послідовне положення поверхні контакту між шарами сипкого матеріалу при початковому пошаровому укладенні і випуску їх з бункера під дією сили тяжіння. Розрізняють три стадії В.в.: воронка прогину, впровадження і провалу. Сипучі матеріали витікають з об'ємів, які приймають за еліпсоїди обертання (т.зв. еліпсоїди випуску). Частинки, розташовані на їх поверхні, рухаються за параболічними траєкторіями і приходять до випускного отвору одночасно. При випуску корисної копалини рухається тільки певна частина її маси в зоні, еліпсоїда розпушення. Ця зона поступово досягає області впливу випускного отвору. Поза цією зоною частинки залишаються нерухомими. Коли вершина еліпсоїда розпушення перейде за площину контакту між корисною копалиною і покриваючими породами, останні починають зміщатися. Поверхня контакту набуває форми воронки (воронка прогину), при досягненні якою випускного отвору починається випуск корисної копалини разом з породою. У цьому положенні В.в. виявляється у вигляді воронки впровадження. При виході еліпсоїда розпушення до поверхні матеріалу в ємкості утворюється третя стадія В.в. - воронка провалу.
Синонім - лійка випуску.